# 55. Golden Globe-gála
Az 55. Golden Globe-gálára 1998. január 18-án, vasárnap került sor, az 1997-ben mozikba, vagy képernyőkre került amerikai filmeket, illetve televíziós sorozatokat díjazó rendezvényt a kaliforniai Beverly Hillsben, a Beverly Hilton Hotelben tartották meg.
Az 55. Golden Globe-gálán Shirley MacLaine színésznőnek ítélték a Cecil B. DeMille-életműdíjat.

## Filmes díjak
A nyertesek félkövérrel jelölve.

### Legjobb film (dráma)
- Titanic
  - Amistad
  - A bunyós
  - Good Will Hunting
  - Szigorúan bizalmas

### Legjobb film (musical vagy vígjáték)
- Lesz ez még így se!
  - Alul semmi
  - Men in Black – Sötét zsaruk
  - Álljon meg a nászmenet!
  - Amikor a farok csóválja...

### Legjobb színész (dráma)
- Peter Fonda (Ulee aranya)
  - Matt Damon (Good Will Hunting)
  - Daniel Day-Lewis (A bunyós)
  - Leonardo DiCaprio (Titanic)
  - Djimon Hounsou (Amistad)

### Legjobb színész (musical vagy vígjáték)
- Jack Nicholson (Lesz ez még így se!)
  - Jim Carrey (Hanta boy)
  - Dustin Hoffman (Amikor a farok csóválja...)
  - Samuel L. Jackson (Jackie Brown)
  - Kevin Kline (A boldogító nem)

### Legjobb színésznő (dráma)
- Judi Dench (Botrány a birodalomban)
  - Helena Bonham Carter (A galamb szárnyai)
  - Jodie Foster (Kapcsolat)
  - Jessica Lange (Ezer hold)
  - Kate Winslet (Titanic)

### Legjobb színésznő (musical vagy vígjáték)
- Helen Hunt (Lesz ez még így se!)
  - Joey Lauren Adams (Képtelen képregény)
  - Pam Grier (Jackie Brown)
  - Jennifer Lopez (Dalok szárnyán)
  - Julia Roberts (Álljon meg a nászmenet!)

### Legjobb mellékszereplő színész
- Burt Reynolds (Boogie Nights)
  - Rupert Everett (Álljon meg a nászmenet!)
  - Anthony Hopkins (Amistad)
  - Greg Kinnear (Lesz ez még így se!)
  - Jon Voight (Az esőcsináló)
  - Robin Williams (Good Will Hunting)

### Legjobb mellékszereplő színésznő
- Kim Basinger (Szigorúan bizalmas)
  - Joan Cusack (A boldogító nem)
  - Julianne Moore (Boogie Nights)
  - Gloria Stuart (Titanic)
  - Sigourney Weaver (Jégvihar)

### Legjobb rendező
- James Cameron (Titanic)
  - James L. Brooks (Lesz ez még így se!)
  - Curtis Hanson (Szigorúan bizalmas)
  - Jim Sheridan (A bunyós)
  - Steven Spielberg (Amistad)

### Legjobb forgatókönyv
- Good Will Hunting – Ben Affleck és Matt Damon
  - Lesz ez még így se! – Mark Andrus és James L. Brooks
  - Titanic – James Cameron
  - Szigorúan bizalmas – Curtis Hanson Brian Helgeland
  - Amikor a farok csóválja... – Hilary Henkin David Mamet

### Legjobb eredeti betétdal
- My Heart Will Go On – Titanic - Céline Dion
  - "Journey to the Past" – Anastasia - Aaliyah
  - Once Upon a December"  – Anastasia - Deana Carter
  - Go the Distance"  – Herkules - Roger Bart
  - Tomorrow Never Dies"  – A holnap markában - Sheryl Crow

### Legjobb eredeti filmzene
- Titanic – James Horner
  - Gattaca – Michael Nyman
  - Kundun – Philip Glass
  - Szigorúan bizalmas – Jerry Goldsmith
  - Hét év Tibetben – John Williams

### Legjobb idegen nyelvű film
- Rózsaszín életem – Belgium
  - Artemisia – Franciaország
  - A vőlegény tanúja – Olaszország
  - Lea – Németország
  - A szélhámos – Oroszország

## Televíziós díjak
A nyertesek félkövérrel jelölve.

### Legjobb televíziós sorozat (dráma)
- X-akták
  - Chicago Hope Kórház
  - Vészhelyzet
  - Esküdt ellenségek
  - New York rendőrei

### Legjobb televíziós sorozat (musical vagy vígjáték)
- Ally McBeal
  - Űrbalekok
  - Frasier – A dumagép
  - Jóbarátok
  - Seinfeld
  - Kerge város

### Legjobb televíziós minisorozat vagy tévéfilm
- George Wallace
  - Tizenkét dühös ember
  - Don King: Only in America
  - Miss Evers' Boys
  - Odüsszeia

### Legjobb színész, televíziós sorozat (dráma)
- Anthony Edwards (Vészhelyzet)
  - Kevin Anderson (Nothing Sacred)
  - George Clooney (Vészhelyzet)
  - David Duchovny (X-akták)
  - Lance Henriksen (Millennium)

### Legjobb színész, televíziós sorozat (musical vagy vígjáték)
- Michael J. Fox (Kerge város)
  - Kevin Anderson (Frasier – A dumagép)
  - John Lithgow (Űrbalekok)
  - Paul Reiser (Megőrülök érted)
  - Jerry Seinfeld (Seinfeld)

### Legjobb színész, televíziós minisorozat vagy tévéfilm
- Ving Rhames (Don King: Only in America)
  - Armand Assante (Odüsszeia)
  - Jack Lemmon (Tizenkét dühös ember)
  - Matthew Modine (What the Deaf Man Heard)
  - Gary Sinise (George Wallace)

### Legjobb színésznő, televíziós sorozat (dráma)
- Christine Lahti (Chicago Hope Kórház)
  - Gillian Anderson (X-akták)
  - Kim Delaney (New York rendőrei)
  - Roma Downey (Angyali érintés)
  - Julianna Margulies (Vészhelyzet)

### Legjobb színésznő, televíziós sorozat (musical vagy vígjáték)
- Calista Flockhart (Ally McBeal)
  - Kirstie Alley (Veronica's Closet)
  - Ellen DeGeneres (Ellen)
  - Jenna Elfman (Dharma és Greg)
  - Helen Hunt (Megőrülök érted)
  - Brooke Shields (Szeleburdi Susan)

### Legjobb színésznő, televíziós minisorozat vagy tévéfilm
- Alfre Woodard (Miss Evers' Boys)
  - Ellen Barkin (Before Women Had Wings)
  - Jena Malone (Hope)
  - Vanessa Redgrave (Bella Mafia)
  - Meryl Streep (Sohasem ártok)

### Legjobb mellékszereplő színész, televíziós sorozat, televíziós minisorozat vagy tévéfilm
- George C. Scott (Tizenkét dühös ember)
  - Jason Alexander (Seinfeld)
  - Michael Caine (Mandela and the Klerk)
  - David Hyde Pierce (Frasier – A dumagép)
  - Eriq La Salle (Vészhelyzet)
  - Noah Wyle (Vészhelyzet)

### Legjobb mellékszereplő színésznő, televíziós sorozat, televíziós minisorozat vagy tévéfilm
- Angelina Jolie (George Wallace)
  - Joely Fisher (Ellen)
  - Della Reese (Angyali érintés)
  - Gloria Reuben (Vészhelyzet)
  - Mare Winningham (George Wallace)

## Különdíjak

### Cecil B. DeMille-életműdíj
A Cecil B. DeMille-életműdíjat Shirley MacLaine vehette át.

### Miss Golden Globe
- Clementine Ford[3]

## Fordítás
Ez a szócikk részben vagy egészben  a(z)   55th Golden Globe Awards című angol Wikipédia-szócikk ezen változatának fordításán alapul.  Az eredeti cikk szerkesztőit annak laptörténete sorolja fel. Ez a jelzés csupán a megfogalmazás eredetét és a szerzői jogokat jelzi, nem szolgál a cikkben szereplő információk forrásmegjelöléseként.